# Lackovits Emőke
Lackovits/Laczkovits Emőke Magdolna (Sonnevend Imréné) (Domaháza, 1946. szeptember 24. – ) magyar néprajzkutató, muzeológus.

## Életpályája
1965-ben érettségizett a győri Kazinczy Ferenc Gimnáziumban. 1971-ben diplomázott a debreceni Kossuth Lajos Tudományegyetem néprajz-történelem szakán. 1971–1973 között a soproni Liszt Ferenc Múzeumban segédmuzeológus volt. 1973–1986 között a veszprémi Bakonyi Múzeumban muzeológus, 1986-tól osztályvezető, 1993–1998 között igazgató-helyettes volt. 1976-ban egyetemi doktor lett. 1986–1991 között a VEAB Néprajzi Munkabizottságának titkára volt. 1987-től a Magyar Néprajzi Társaság választmányi tagja. 1988-tól a Református Teológia Doktorok Kollégiuma rendes tagja. 1990-től a Pulszky Társaság választmányi tagja. 1991-től a Magyarok Világszövetsége Veszprém Megyei Szervezetének alelnöke. 1991–1995 között a Múzeum Baráti Kör néprajzi szakcsoportjának elnöke volt. 2007-ben nyugdíjba vonult.

## Családja
Szülei: Lackovits Károly és Kováts Magdolna tisztviselők voltak. Férje, Sonnevend Imre (1948–) erdőmérnök. Két gyermekük született: Gergely (1974) és Anna (1976).

## Művei

### Cikkek, tanulmányok
- A rábapatonaiak eredethagyománya. = Arrabona, 1972. 14. sz.
- Egy kapuvári női ruhatár bemutatása. = Arrabona, 1973. 15. sz.
- Lakáskultúra a Fertő-mentén. I. 1860–1900. = Arrabona, 1975. 17. sz.
- Lakáskultúra a Fertő-mentén II. 1900–1970. = Arrabona, 1977–1978. 19–20. sz.
- Adalékok a falusi gyermekek életéhez Veszprém megyében 1868–1945. Veszprém Megyei Múzeumok Közleményei, 15. 1982.
- A köveskáli alsó és felső református temető 18–19. századi kő sírjelei. Veszprém Megyei Múzeumok Közleményei, 16. 1983.
- A Veszprém megyei német nemzetiség viseletkutatásának problémái és jellemzői. = Veszprém Megyei Honismereti Tanulmányok, X. 1984.
- Református úrasztali textíliák a Dunántúlról és a Kisalföldről. = Komárom Megyei Néprajzi Füzetek, 3. 1986.
- A vásárok és az árucsere néprajza Közép-Dunántúlon. (Társszerző.) Székesfehérvár–Veszprém, 1987.
- Rokonság és temetkezési rend kapcsolata a Káli-medence falvaiban 18–20. század. = Kapcsolatok rendszere a Káli-medence falvaiban. Veszprém, 1988.
- A halottaslepedők. = Veszprémi Történelmi Tár, 1990/I.
- Vallásos ábrázolások és feliratok a Közép-dunántúli paraszti kultúrában. = Népi vallásosság a Kárpát-medencében I. Veszprém. – A magyarpolányi pünkösdi szokása a “Pfingstniegel”. = Kultúra és tradíció. Tanulmányok a 60 éves Újvári Zoltán tiszteletére. Miskolc, 1992.
- Szentcsaládjárás–szálláskeresés Raposkán. = Veszprém Megyei Honismereti Tanulmányok, XV. 1993.
- A család és a rokonság jellemzői a Káli-medence falvaiban a 18. század közepétől a 20. század közepéig. = Ethnographia, 102/2. 1993.
- Az útszéli keresztek és szobrok egyháztörténeti jelentősége: a vallásos világnézet hordozói. = Műemlékvédelmi Szemle, 1993. 1. sz.
- A gyermek a falusi társadalomban és a családban Veszprém megyében. = Gyermekvilág a régi magyar falun. Szolnok, 1995–1996.
- Vörösberény református lakosságának kapcsolatrendszere. Házassági kapcsolatok. = Vörösberény és Balatonalmádi története. Balatonalmádi, 1995.
- A dunántúli reformátusok liturgikus textíliái a 16–19. században. =Magyar Egyháztörténeti Évkönyv, 1996/2.
- Az úrvacsora a magyar református népi hitéletben a 20. században, különös tekintettel Dunántúlra. = Ethnographia, 1997. 1–2. sz.
- Életmód hagyományos népi kultúra Füreden. Balatonfüred néprajza. = Balatonfüred és Balatonarács története. Veszprém, 1999.
- Az egyházi esztendő ünnepi, jeles napjai, szokásai. Veszprém, 2000.

### Szerkesztések
- A Veszprémi Bakonyi Múzeum történeti–néprajzi kutatásai a Káli-medencében. Néprajzi dolgozatok. (Társszerkesztő; Veszprém, 1983)
- Néprajzi gyűjtőúton a Káli-medence falvaiban (Veszprém, 1983)
- Változásvizsgálatok a Káli-medencében (Társszerkesztő, Veszprém, 1985)
- Történeti és néprajzi dolgozatok a Káli-medencéből (Veszprém, 1987)
- Kapcsolatok rendszere a Káli-medencében (Veszprém, 1988)
- Népi vallásosság a Kárpát-medencében I. (Veszprém, 1991)
- Sebestyén Gyula Emlékkötet. Tanulmányok születésének 125. évfordulójára (Veszprém, 1991)
- A Duna-menti népek hagyományos kultúrája. Tanulmányok a 60 éves Andrásfalvy Bertalan tiszteletére (Társszerző, Budapest, 1991)
- Népi vallásosság a Kárpát-medencében II. (Veszprém–Debrecen, 1997)
- Népi építészet a Balaton-felvidéken (Társszerkesztő, Veszprém–Szentendre, 1998)
- Népi vallásosság a Kárpát-medencében IV–V (Veszprém, 2000–2001) (Mészáros Veronikával)
- Kékkút és az Egyed-ház. Kiállításvezető, 19 oldal. (Veszprém, 2000)
- Az egyházi esztendő ünnepei, jeles napjai, szokásai (Veszprém, 2000)
- A vallásos élet felekezeti és területi jellemzői Közép-Dunántúlon. 17–20. század. Néprajzi Látóhatár IX. 2000/3–4.
- Ünnepi írások a 80 éves P. dr. Galambos Ferenc Iréneusz OSB tiszteletére. Szerkesztette: Csoma Zs.–Viga Gy. (Budapest–Miskolc, 2000)
- A lelkész személye, szerepe a Közép-dunántúli református közösségekben. 17–20. sz. In: Népi vallásosság a Kárpát-medencében III. (Szerkesztette: L. Imre Mária; Pécs, 2000)
- Reformátusok és római katolikusok hitélete a 20. században Csopak–Kövesden. In: Vallási néprajz 10. Tanulmányok Dankó Imre tiszteletére (Szerkesztette: Küllős Imola; Budapest, 1999–2000)
- Borszentelés és a szentelt bor a Balaton-felvidéken. In: Millenniumi szőlős-boros könyv. A szőlő és a bor Magyarországon (Szerkesztette: Csoma Zs.–Balogh I.; Budapest, 2000)
- A veszprémi Laczkó Dezső Múzeum Néprajzi Gyűjteményének türelemüvegei – üvegbe zárt jellegzetes szakrális ábrázolástípusok. In: VMMK 21/2000. (Veszprém, 2000)
- Előszó. In: Kralovánszky Alán Veszprém megyei kutatásaiból (Szerkesztette: Regenye Judit; Veszprém, 2000)
- Népi kultúra és népi társadalom. A hagyományos társadalom összetétele, jellemzői. In: Berhida, Kiskovácsi, Peremarton története és néprajza (Szerkesztette:: Lichtneckert András; Veszprém, 2000)

## Díjai
- Gunda-díj (1983)
- Szocialista Kultúráért (1984)
- Veszprém Megyéért Érdemrend arany fokozata (1984)
- Gizella-díj (1992)
- Honismeretért díj (1993, 1996)
- Móra Ferenc-díj (2006)
- Károli Gáspár-díj (2009)[3]
- Magyar Arany Érdemkereszt (2011)